# François Cornet de Grez
François Marie Gommaire Ghislain graaf Cornet de Grez (Brussel, 28 april 1771 - Brussel, 28 mei 1827) was een Belgisch politicus.

## Familie
François (ook: Frans) Cornet de Grez, lid van de familie Cornet, was een zoon van staatsraad Gomarus Anthonie Ignace Cornet de Grez (1735-1811) en Helena van Hemptinne (1743-1771). Hij trouwde met Therese Antoinette Ghislaine van Beughem de Houtem (1775-1847). In 1816 werd hij opgenomen in de adel van het Verenigd Koninkrijk der Nederlanden met de titel graaf, overdraagbaar op alle afstammelingen en met benoeming in de Ridderschap van de provincie Zuid-Brabant. Zijn zoon Ferdinand Cornet de Grez d'Elzius was onder meer lid van de Tweede Kamer en het Nationaal Congres.

## Loopbaan
Cornet de Grez was commissaris-generaal bij het Pruisische leger en commandant van de Burgerwacht. Hij was kamerheer van koning Willem I in Brussel. Van 21 september 1815 tot 28 mei 1827 was hij voor Zuid-Brabant lid van de Tweede Kamer der Staten-Generaal. Cornet de Grez behoorde tot de 20 leden die in 1818 vóór het (verworpen) initiatiefvoorstel-Reyphins over afschaffing van de oproerwetgeving uit 1815 stemden. In 1819 en 1820 stemde hij tegen de tienjarige begroting. Hij viel in 1821 in ongenade aan het hof, omdat hij tegen de ontwerp-Stelselwet stemde.